# Kazimierz (Sosnowiec)
Kazimierz (Kazimierz Górniczy) – wschodnia dzielnica Sosnowca.
W latach 1954–1967 był osiedlem typu miejskiego, a następnie w latach 1967–1975 wraz z Ostrowami Górniczymi tworzył Kazimierz Górniczy – samodzielne miasto w powiecie będzińskim. W 1975 obszar miasta włączono do Sosnowca.
W 2014 roku Kazimierz otrzymał status jednostki pomocniczej gminy – Dzielnicy Kazimierz Górniczy.
Graniczy od północnego zachodu z Zagórzem, od północy i wschodu ze Strzemieszycami Wielkimi, od południowego wschodu z Ostrowami Górniczymi, a od południa i zachodu z Porąbką.
Dzielnica jest przecięta torowiskiem historycznej Kolei Iwangorodzko-Dąbrowskiej, posiadającym tutaj stację Sosnowiec Kazimierz. Południowym obrzeżem przepływa rzeka Bobrek.

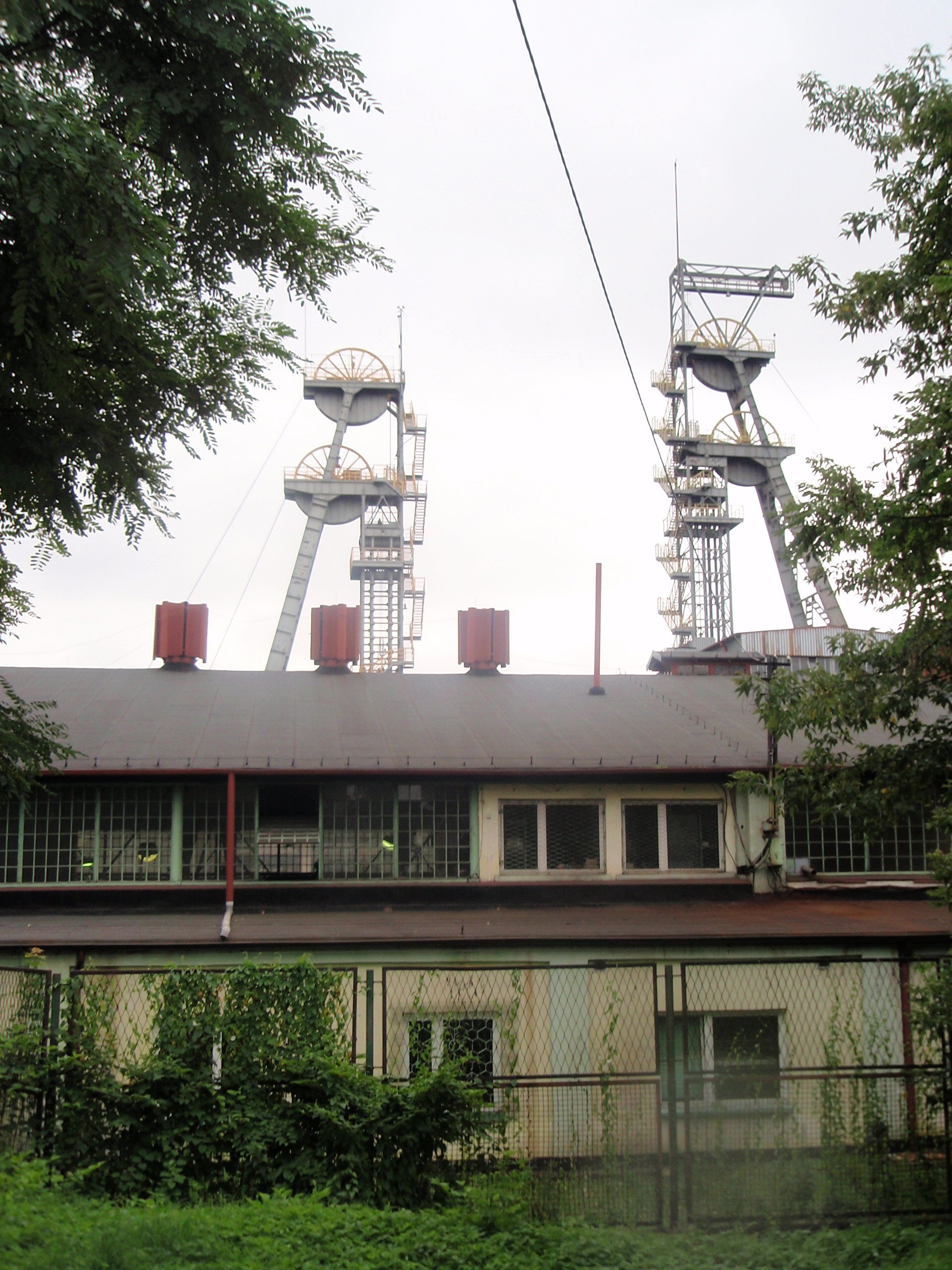
KWK Kazimierz-Juliusz w Kazimierzu Górniczym (unieruchomiona w 2015)

W dzielnicy wyodrębnia się:
- Czarne Morze
- Szmejka
- Osiedle Broniewskiego
- Osiedle Brunona Jasieńskiego
- Osiedle Wagowa
- Grabocin

## Pochodzenie nazwy
Nazwa miejscowości pochodzi od nazwy kopalni, utworzonej tutaj w 1874 r., która z kolei przejęła nazwę pola górniczego „Kazimierz”.

## Historia
- Od czasów średniowiecznych tereny Kazimierza wchodzą w skład Porąbki w parafii mysłowickiej i należącego do biskupów krakowskich klucza sławkowskiego.
- 1874  – utworzenie kopalni „Kazimierz”, należącej do Warszawskiego Towarzystwa Kopalń Węgla i Zakładów Hutniczych[5][6].
- 1 maja 1896  – w kopalni „Kazimierz” miał miejsce pierwszy w Zagłębiu strajk robotniczy z żądaniem powszechnego skrócenia dnia pracy z 12–13 do 8 godzin.
- 1 czerwca 1939  – uruchomienie pierwszych połączeń autobusowych na trasach do Dąbrowy Górniczej oraz Śródmieście Sosnowca – Maczki
- styczeń 1950  – utworzenie gminy wiejskiej o charakterze miejskim Kazimierz, obejmującej: Kazimierz, Maczek, Ostrów Górniczych i Porąbkę (wyłączenie tych obszarów z likwidowanej gminy wiejskiej Olkusko-Siewierskiej)
- 4 października 1954  – utworzenie gromady
- 13 listopada 1954  – przekształcenie gromady w osiedle (typu miejskiego)
- przyłączenie części Grabocina z gromady Strzemieszyce Wielkie
- 4 grudnia 1960  – uruchomienie połączenia tramwajowego ze Śródmieściem Sosnowca
- 1 stycznia 1967  – z osiedli Kazimierz i Ostrowy Górnicze utworzono miasto Kazimierz Górniczy[7]
- 1 czerwca 1975  – przyłączenie do Sosnowca[2]
- 1984  – rozpoczęcie budowy osiedla Wagowa II (tzw. Nowa Wagowa)
- 29 maja 2015  – wydobycie ostatniej tony węgla w Kopalni Węgla Kamiennego Kazimierz-Juliusz[8]

## Struktury wyznaniowe
- Parafia Najświętszej Maryi Panny Częstochowskiej w Sosnowcu, erygowana w 1924  przez wydzielenie z parafii strzemieszyckiej.
- Parafia Najświętszego Ciała i Krwi Chrystusa w Sosnowcu (powstała w 1989 ).

## Inne obiekty i miejsca
- Park im. Jacka Kuronia w Sosnowcu – park ze zbiornikiem wodnym o nazwie „Leśna” i ogrodem zoologicznym, skateparkiem, ogrodem jordanowskim i amfiteatrem
- Przystanek Otwartej Kultury